# Pseudovanilla ponapensis
Pseudovanilla ponapensis là một loài thực vật có hoa trong họ Lan. Loài này được (Kaneh. & Yamam.) Garay miêu tả khoa học đầu tiên năm 1986.